# Tunjestala
Tunjestala (szerbül: Туњестала), település Bosznia-Hercegovinában, Derventa községben, a Szerb Köztársaság északi régiójában. 

## Fekvése
A település Bosznia-Hercegovina északi részén, Dobojtól légvonalban 19, közúton 27 km-re északnyugatra, községközpontjától légvonalban 11, közúton 17 km-re délkeletre fekvő dombos vidéken, a Dažnica és a Veličanska-patakok között, 200-267 méteres magasságban fekszik.

## Népessége
| Nemzetiségi csoport | Népesség 1991 | Népesség 2013 |
| ------------------- | ------------- | ------------- |
| Szerb               | 0             | 0             |
| Bosnyák             | 0             | 0             |
| Horvát              | 163           | 16            |
| Jugoszláv           | 0             | 0             |
| Egyéb               | 0             | 0             |
| Összesen            | 163           | 16            |

## Története
Augustin Miletić atya 1813-as, többek között a velikai (tkp. modrani) plébánián végzett összeírása szerint Brezici és Tunjestala falvakban 20 katolikus ház és 155 katolikus élt, akik közül 91 felnőtt és 64 gyermek volt. A horvát lakosságú település 1878-ig tartozott az Oszmán Birodalomhoz. Ekkor a berlini kongresszus határozata alapján az Osztrák-Magyar Monarchia része lett. 1879-ben az első osztrák-magyar népszámlálás során a Derventi járáshoz tartozó településnek 18 háztartása és 109 római katolikus lakosa volt. 1910-ben a Derventai járáshoz tartozó településen 23 háztartást és 168 római katolikus lakost találtak. A monarchia szétesésével 1918-ban előbb a Szerb-Horvát-Szlovén Királyság, majd 1929-től a Jugoszláv Királyság része lett. 1921-ben a Derventai járáshoz tartozó településnek 195 lakosa volt, mind római katolikusok. Az 1929-es törvény értelmében, amikor Bosznia-Hercegovinát négy banovinára, Drinskára, Vrbaskára, Zetskára és Primorskára osztották, a település a Vrbaska banovina (Orbászi bánság) része lett, amelynek székhelye Banja Luka volt. 1939-ben a közigazgatás átszervezésével a Hrvatska banovina (Horvát Bánság) része lett.
A második világháborúban Jugoszlávia megszállása után a Független Horvát Állam (NDH) része lett. A második világháború után 1992-ig a település a szocialista Jugoszlávia keretében a Bosznia-Hercegovinai Népköztársaság része volt. A boszniai háborút lezáró daytoni békeszerződés rendelkezése alapján az ország területét felosztották a Bosznia-hercegovinai Föderáció és a boszniai Szerb Köztársaság között. A békeszerződés utáni területmegosztási megállapodás értelmében a település Derventa község részeként a Boszniai Szerb Köztársasághoz került.

## Nevezetességei
A Szentháromság tiszteletére szentelt római katolikus kápolnája. A falu hívői a komaricai Cerben található Krisztus Király római katolikus plébániához tartoznak.